# Música (filme)
Música (bra/prt: Música) é um filme americano de comédia romântica de 2024 dirigido por Rudy Mancuso e com roteiro de Mancuso e Dan Lagana. É estrelado por Mancuso, Camila Mendes e J. B. Smoove.
Música teve sua estreia mundial em South by Southwest em 13 de março de 2024, e foi lançado pela Amazon Prime Video em 4 de abril de 2024.

## Sinopse
O filme conta a história de um jovem natural de Newark, Nova Jérsei, atormentado por música repetitiva. Já que tem sinestesia, ele interpreta os sons do dia a dia como se fossem complexos. Ao enfrentar um futuro indefinido com sua namorada de longo relacionamento e conhecer outra mulher, sua vida tem novos arranjos. Agora, ele tenta adaptar seus gostos pessoais à cultura do Brasil e à conquista do amor.

## Elenco
- Rudy Mancuso como Rudy
- Camila Mendes como Isabella[4]
- Francesca Reale como Haley
- J. B. Smoove como Anwar
- Maria Mancuso como Maria
- Gabriela Amerth como Jill
- Andy Grotelueschen como Professor
- Camila Senna como Luana
- Regina Schneider como Claire Dombeck

Além disso, Andy Muschietti aparece como um Busker do metrô.

## Produção
Em abril de 2022, foi anunciado que um filme de comédia romântica escrito e dirigido por Rudy Mancuso intitulado Música estava em desenvolvimento, com Mancuso, Camila Mendes, J. B. Smoove, Francesca Reale e Maria Mancuso integrando o elenco.

## Lançamento
Música teve sua estreia mundial em South by Southwest em 13 de março de 2024. Foi lançado no Prime Video em 4 de abril de 2024.

## Recepção

### Resposta da crítica
No site agregador de críticas Rotten Tomatoes, 95% das 43 avaliações dos críticos são positivas, com uma avaliação média de 7.8/10.